# 刘振民
刘振民（1955年8月—），山西省岚县人，中华人民共和国职业外交官。
1978年毕业于北京大学英语系。1981年北京大学法律系研究生毕业，法学硕士。1982年1月，进入中华人民共和国外交部工作。曾任条约法律司科员，中国常驻联合国代表团随员、三秘，中华人民共和国外交部条约法律司三秘、副处长，中国常驻联合国日内瓦办事处和瑞士其他国际组织代表团二秘、一秘，外交部条约法律司一秘、参赞，外交部条约法律司副司长等职。2003年，任中华人民共和国外交部条约法律司司长。2006年，任中国常驻联合国代表团副代表、特命全权大使。2009年，任外交部部长助理。2011年，任中国常驻联合国日内瓦办事处和瑞士其他国际组织代表团代表、特命全权大使。2013年，任負責亞洲地區事務的中华人民共和国外交部副部长。
2017年6月8日，联合国秘書長古特雷斯宣布任命他為主管联合国经济和社会事务部的副秘书长，8月1日上任以接替吴红波副秘书长。2022年7月25日，刘振民卸任联合国副秘书长。
2024年1月12日，接替退休的解振华，出任中国气候变化事务特使。

## 2022年北京冬奧
2022年2月，北京冬季奧林匹克運動會期間，劉隨時任联合国秘書長安东尼奥·古特雷斯前往北京與中華人民共和國主席習近平見面、會談。